# Битва за Ставрополь
Битва за Ставрополь (19 января 1943 — 21 января 1943) — сражение между Советским Союзом и странами Оси — Третьим Рейхом, Румынией и Словакией, целью которой стало освобождение Ставрополя (до 1943 года Ворошиловск).
В 19 января 1943 года Советское командование отдало приказ о начале операции по освобождению Ставрополя. Вечером этого же дня войска Красной армии приступили к выполнению задачи, но они встретили ожесточённое сопротивление со стороны противника, который вёл интенсивный артиллерийский обстрел. В результате наступление было приостановлено до наступления темноты.
В ночь на 20 января отряд Ивана Булкина незаметно проник в город и разделился на три группы по три человека. Эти группы вызвали массовую панику в рядах вражеской армии. В одном из сражений Булкин погиб, но его отряд уничтожил почти 150 солдат противника.
В это время советские войска окружили юго-восточные окраины города и перекрыли одну из главных дорог. С северо-запада в Ставрополь прорвался 1179-й полк. В городе начались бои.
21 января гитлеровская армия отступила и покинула город.

## До оккупации
После объявления о начале Великой Отечественной войны в Ворошиловске началась мобилизация. В городе была сформирована 343-я стрелковая дивизия, многие мобилизованные попадали именно в эту дивизию.
Промышленность Ворошиловска перешла на выпуск военной продукции. . Девизом всех организаций и предприятий города стал призыв «Всё для фронта, всё для победы!».
В условиях военного времени заводы, фабрики и артели начали работать более эффективно. Мясоконсервный завод снабжал фронт тушёнкой, а кожевенный завод имени Трунова производил сёдла, ремни и портупеи для кавалерии.
С полей сражений в Ворошиловск начали прибывать поезда с ранеными солдатами. Проекты школ, разработанные в 30-е годы, были созданы с учётом того, чтобы в случае начала войны их можно было быстро переоборудовать под госпитали. Один из первых таких госпиталей был открыт в школе № 8. Также было принято решение о всеобщей подготовке к противовоздушной обороне и обучении населения военным навыкам. По сигналу воздушной тревоги город должен был быть полностью очищен за пять минут.
В первые дни войны магазины опустели. Запасы городской торговой сети были истощены. К осени 1941 года была введена система карточек, которая позволяла рационально использовать продукты питания. Рабочим полагалось 400 граммов хлеба.

## Начало оккупации
В середине 1942 года армия стран Оси заняла Ростов-на-Дону и Кубань. Ворошиловск был важным стратегическим пунктом, поскольку обеспечивал снабжение фронта, поэтому стал следующей целью противника.
1 августа над городом появился первый немецкий самолёт, который сбросил две бомбы на военные казармы. На следующий день с неба начали падать листовки с предупреждением о предстоящей бомбардировке. В них немцы требовали сдать город без сопротивления. В это время немецкие мотоциклетные и автомобильные подразделения приближались к городу через село Красногвардейское, но руководство восприняло эту информацию как попытку вызвать панику.
3 августа 1942 года в 14:00 немецко-фашистские захватчики вошли в Ворошиловск. Захвату города предшествовал интенсивный артиллерийский обстрел — враг совершил до 12 налётов на город группами по 9-18 самолётов. В 19:00 город был занят. В период июля и августа 1942 года в городе была объявлена эвакуация. Часть жителей покинула город, другие не захотели уезжать, а третьи не успели это сделать до прихода фрицев.

## Жизнь в оккупированном городе
На территории всего Северного Кавказа в период оккупации проводился так называемый «Кавказский эксперимент». Орджоникидзевский край (старое название Ставропольского края) многонациональным регионом, поэтому подход к оккупации был особенным. Согласно специальному приказу, немцы должны были не настраивать местное население против себя, а играть роль «освободителей». Основной задачей было привлечь жителей на свою сторону, чтобы получить доступ к богатым природным ресурсам региона и превратить его в «житницу» Германии. Кроме того, согласно планам гитлеровцев, Ставрополь должен был стать одним из курортов для немцев. Один из первых приказов — перевести часы на 60 минут назад, чтобы город жил по немецкому времени. Наравне с рублём к оплате принимались германские рейхсмарки и пфенниги. Местным жителям запрещалось находиться на улице с 19:00 до 4:00. В тёмное время суток требовалось закрывать окна, чтобы свет не проникал наружу.
Для восстановления города оккупанты заставили жителей зарегистрироваться на немецкой бирже труда. Многие ставропольцы игнорировали призыв, так как не хотели работать на врага и ждали освобождения города солдатами Красной армии. Несмотря на выбранную стратегию «добродетельности», захватчики продолжали уничтожать еврейское население. В Ворошиловске обосновалось много евреев-беженцев из других городов, местные жители укрывали их в районе реки Ташлы. Оккупанты собирали их под ложными предлогами и убивали. Более трёх с половиной тысяч евреев были убиты в Ставрополе во время оккупации.
Оккупационные власти стремились познакомить местное население с жизнью Германии. По радио велись передачи на русском и дублировались на немецком языке, издавалась немецкая газета, названия населённых пунктов и учреждений были написаны на двух языках. Чтобы показать жизнь немецкого человека, среди жителей города распространялись — листовки, плакаты, книги и брошюры, которые рассказывали о счастливой жизни крестьян и рабочих в Германии, а также о безоблачном будущем, которое ждёт советский народ, если Германия победит. В этих материалах активно дискредитировалась советская власть. Чтобы приобщить население к немецкой культуре, в школах дети в обязательном порядке изучали немецкий язык и Закон Божий, в городе проводились концерты русской и немецкой музыки, а самый большой кинотеатр в крае «Гигант» был переименован в «Солдатское кино» и показывал немецкие фильмы.

## Освобождение
Города под оккупацией не могли называться в честь кого-либо (в этом случае в честь Климента Ворошилова), поэтому в 12 января 1943 года со стороны правительства СССР было принято решение переименования города в Ставрополь, а Орджоникидзевский край в Ставропольский.
Когда армия Оси узнала о скором наступлении Красной армии, они начали минировать, сжигать и разрушать здания. Ставропольский государственный краеведческий музей не был уничтожен благодаря юному отряду партизан.
Соединения 37-й и 44-й армий продвигались в направлении Ставрополя с двух сторон: первая — с юга, вторая — с востока. Город был последним рубежом, за который хотели зацепиться немцы в степях Северного Кавказа.
В центр Ставрополя была послана группа автоматчиков из 25 человек, которые должны были посеять панику в тылу врага и, по возможности, предотвратить поджоги и взрывы строений отступающим противником. Старший лейтенант и разведчик Иван Булкин попросил назначить его командиром группы. 19 января 1943 года командующий 44-й армией генерал-майор В. Хоменко дал приказ 347-й дивизии начать штурм города. Но вечером этого же дня дивизию встретило сопротивление. Наступление было приостановлено до наступления темноты. Ночью 20 января группа И. Булкина скрытно проникла в Ставрополь. К рассвету автоматчики по оврагу вышли в район железнодорожного вокзала.
Разбившись по 3-4 человека, группа двинулась в разных направлениях, завязывая бои с армией врага, поджигавшими наиболее важные здания города. На углу проспекта Ворошилова (ныне проспект Октябрьской революции) и улицы Дзержинского состоялось первое столкновение группы Булкина с гитлеровцами, где разведчик был дважды ранен, но из боя не вышел. Во время перестрелки в верхней части проспекта Сталина (сейчас Карла Маркса) Булкин получил еще одно ранение, которое оказалось смертельным. Иван Булкин в итоге погиб в бою.
На следующий день места боев группы Булкина были осмотрены офицерами штаба полка. Выяснилось, что автоматчики уничтожили до 150 солдат и офицеров противника, 58 автомашин и один танк.
В это время батальоны 1175-го стрелкового полка под командованием Короткова взяли в клещи юго-восточную окраину. Враг, бросая технику, начал отступать из города. Одновременно наступление вел 1179-й стрелковый полк под командованием Гервасиева, преодолев пересеченную местность, ворвался в город с северо-западной стороны.
В итоге 21 января город Ставрополь был полностью освобожден от немецко-фашистских захватчиков.

## Память
- В честь многих героев битвы были названы улицы.
- В 28 октября 1976 года в Ставрополе установлен Мемориал «Вечная Слава».
- В 1975 году в Ставрополе открылся Мемориальный комплекс «Холодный Родник».
- В 1978 году в Ставрополе установлен Мемориал «Танк Т-34».
- В ставропольском музее «Россия — моя история» рассказывают об оккупации Ставрополя и всего Ставрополья.